# Juffrouw Idastraat

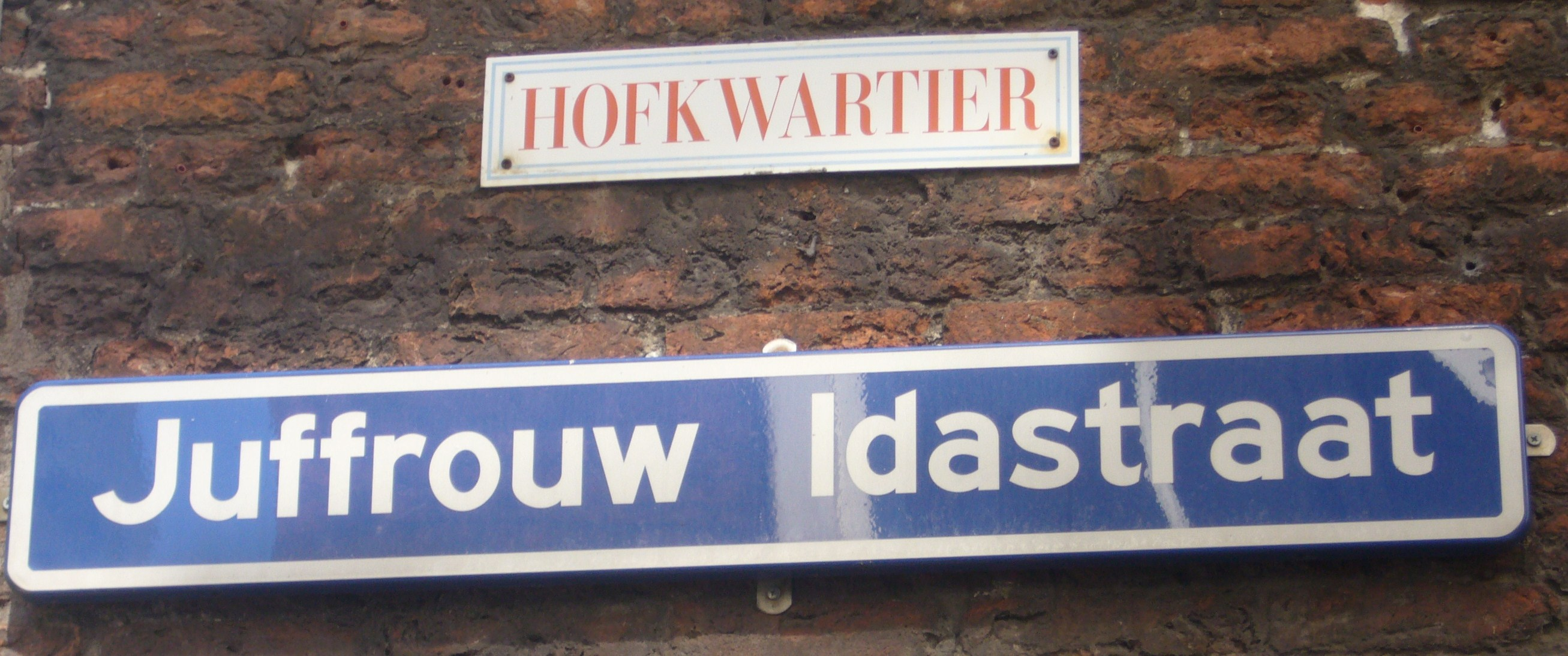

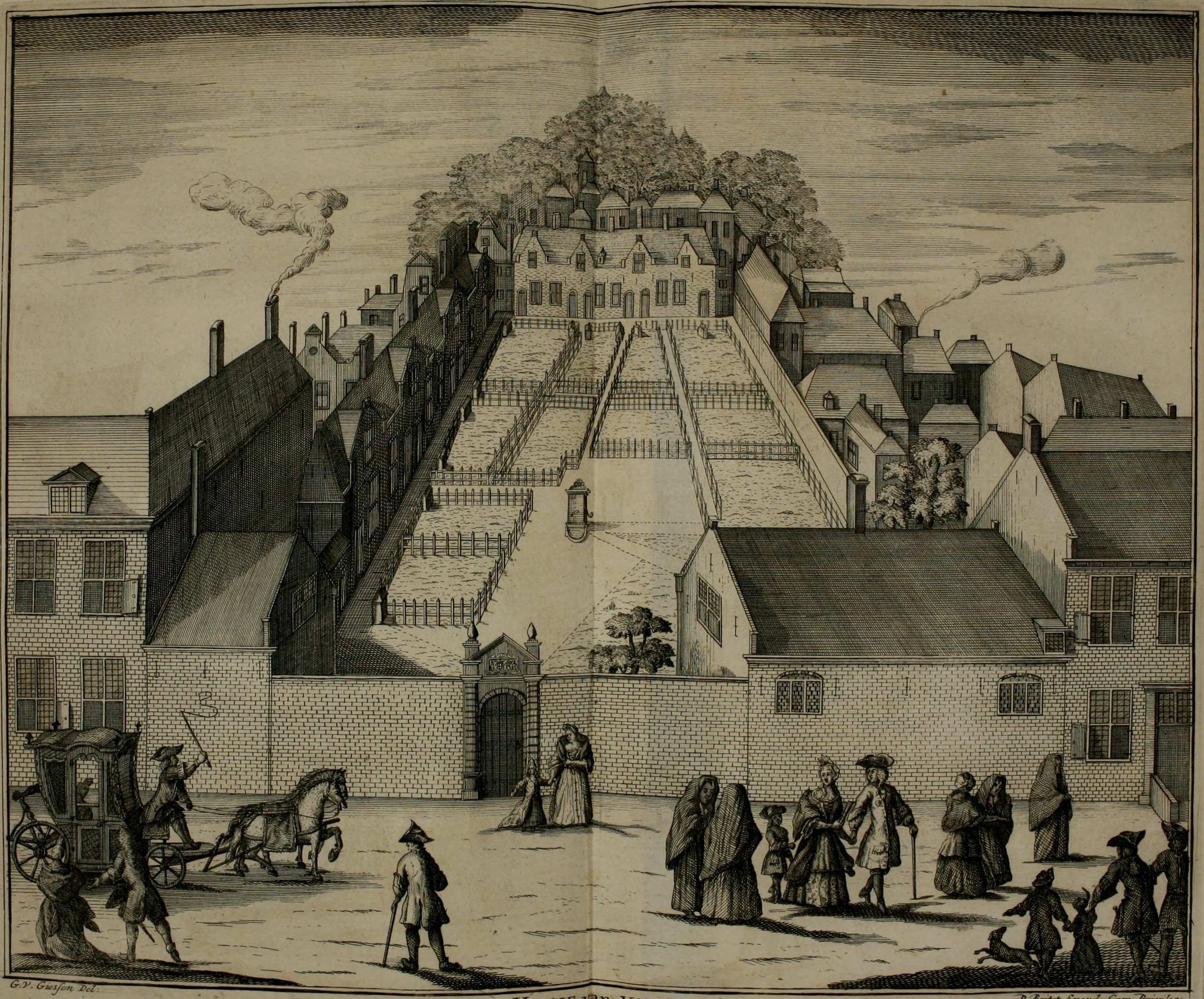
Het Hofje van Van Dam aan de noordzijde van de Juffrouw Idastraat in 1730

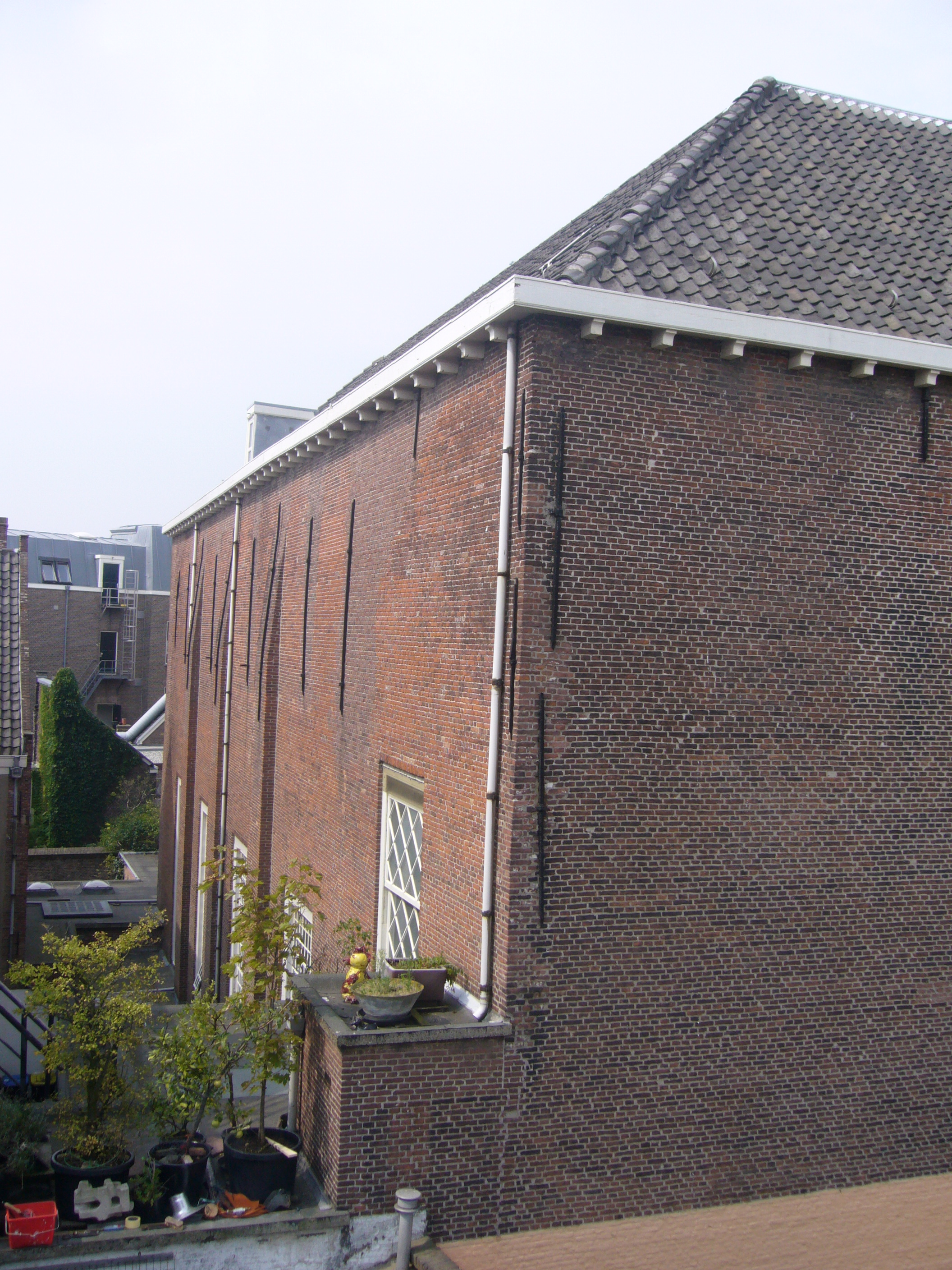
Schuilkerk

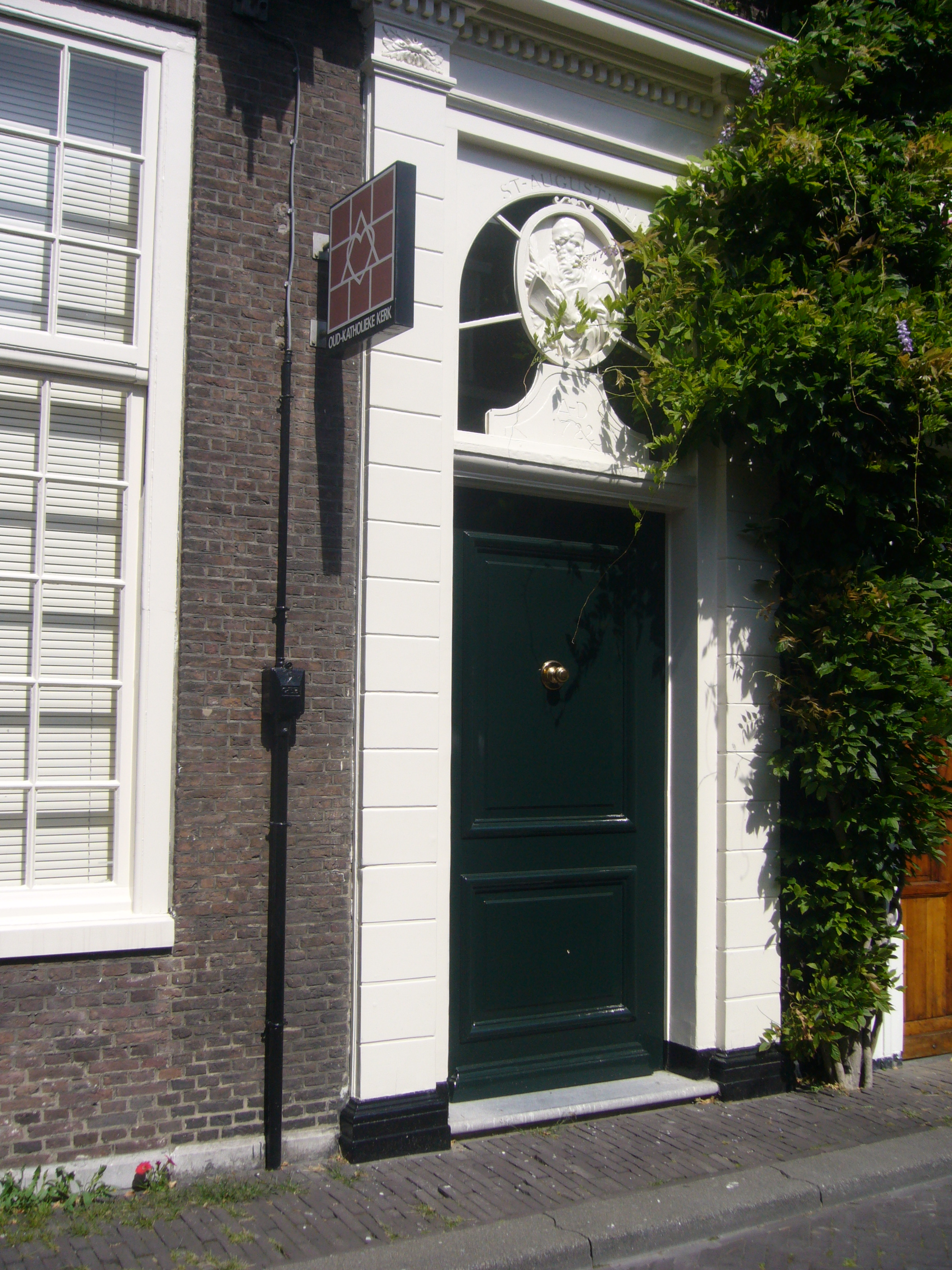
Ingang van de Oud-katholieke kerk met een afbeelding van St Augustinus, Juffrouw Idastraat 7

De Juffrouw Idastraat ligt in het Hofkwartier in Den Haag en behoort samen met de Oude Molstraat en de Molenstraat tot de oudste straten van de stad. De Juffouw Idastraat en de Molenstraat lopen parallel aan elkaar van de Oude Molstraat naar de Prinsestraat. Het behoort tot de 'Top 100 van de Rijksdienst voor de Monumentenzorg' uit 1990.

## Schuilkerk
Tussen deze twee straten ligt de Oud-Katholieke Kerk, een barokke schuilkerk uit de 18de eeuw. In 1720 gaf het stadsbestuur toestemming een katholieke kerk te bouwen mits die niet vanaf de straat te zien zou zijn. Dit werd de "Oud-katholieke kerk van 's-Gravenhage", ook wel de Jacobus en Augustinuskerk genoemd, die in 1722 in gebruik werd genomen. De architect was mogelijk Nicolaas Kruysselbergen. Binnen is veel stucwerk dat aan Daniël Marot doet denken. Veel beeldhouwwerk is van Jan-Baptist Xavery. De kerk wordt ook de Kerk van de heilige Jacobus en Augustinus genoemd.
Vanaf de straat is de kerk niet te zien, de ingang ziet eruit als een gewone voordeur. Via een gang komt men in de kerk. De foto is genomen vanaf een dakterras.
Zondags vindt de eucharistieviering plaats en wordt de ingang aan de Juffrouw Idastraat 7 gebruikt, op andere dagen wordt de ingang aan de Juffrouw Idastraat 13 gebruikt. Op dit adres bevindt zich ook de Zolderkapel, officieel Kapel van Maria Mater Dei en de zogenaamde Bisschopskamer. Deze kapel is de voorloper van de barokke schuilkerk. Op woensdagmiddag wordt hier de doordeweekse eucharistieviering gehouden. De bisschopskamer is een oude stijlkamer die nog in dezelfde staat verkeert als toen hier in 1720 door het Utrechts Metropolitaan Kapittel de nieuwe Aartsbisschop van Utrecht gekozen werd.

## Schildersateliers
- In de Juffouw Idastraat was het atelier van Willem Maris en Bernard Blommers in een pand van de bekende schermer Christiaan Siebenhaar. Later nam Breitner het atelier van Louis Apol over in dezelfde straat.
- Naast de ingang van de kerk op nummer 5 woont beeldhouwer Paul de Regt.

## De straatnaam
Er zijn verschillende verklaringen voor de oorsprong van de naam:
- Chris Schram: zij was een 'kloppertje', die bij inwoners aanklopte om te vertellen waar (stiekem) rooms-katholieke erediensten gehouden werden.[1]
- 's-Gravenhage, de straat waarin wij wonen, door Sv. E. Veldhuijzen van het Haags Gemeentearchief (1984): genoemd naar Yda van Dorp. Er is niets over haar bekend.

## Trivia
- In 158? bezaten de broeders van St Antonius een kamer in de Juffrouw Idastraat.
- Het Nederlands Letterkundig Museum (1954) was hier van 1965-1982 en verhuisde in de tijd dat Anton Korteweg hoofdconservator (directeur) was naar het gebouw van de Koninklijke Bibliotheek.